# Jean Boulnois
Pour les articles homonymes, voir Boulnois.
Jean Boulnois est un médecin militaire, ethnologue et écrivain français, né le 19 mars 1904 à Berville-en-Caux et mort en 1956 à Philippeville en Algérie française.

## Biographie
Jean Raymond Paul Boulnois, né le 19 mars 1904, est le fils de Paul Boulnois (1868-1949), instituteur, et Louise Léonie Ehrer (1872-1962), institutrice. Après ses études de médecine, il ouvre son cabinet en 1928 à Bordeaux. Il sert comme médecin du Corps de Santé coloniale en Côte d'Ivoire, puis de 1932 à 1935 en Inde au Tamil Nadu et au Bengale, pour ensuite rejoindre l'Algérie française. Il s'intéresse à l'ethnographie et aux religions et croyances populaires au sujet desquelles il rédige plusieurs ouvrages. Son livre le plus important, rédigé avec Boubou Hama, est L'Empire de Gao : histoire, coutumes et magie des Sonraï, publié en 1954 et préfacé par le professeur Théodore Monod.
De son union avec Lucette Fichet (1907-1991), Jean Boulnois est le père de Daniel Boulnois (1928-1994) et de l'historienne Lucette Boulnois dite Luce Boulnois. D'une seconde union avec Mery Germaine Adida (1912-2002), il est le père de deux autres enfants, Michèle (1947-1997) et Claude nées à Tananarive. Jean Boulnois meurt en 1956 à Philippeville en Algérie française, âgé de 52 ans.

## Publications
- Magie de la forêt vierge (Côte d'Ivoire), (en collaboration avec Lucette Boulnois), Paris, Fournier éditeur, 1932
- Gnon Sua, dieu des Guéré (Mœurs et croyances d'une peuplade primitive de la Côte d'Ivoire), Paris, Fournier éditeur, 1933. 152 p.
- Compte-rendu de Fouilles d'une nécropole néolithique à Pondichéry, (en collaboration avec M. Faucheux), 1936
- Le Caducée et la symbolique dravidienne indo-méditerranéenne de l'arbre, de la pierre, du serpent et de la déesse-mère, préface de Gabriel Jouveau-Dubreuil, Paris, Librairie d'Amérique et d'Orient Adrien-Maisonneuve éditeur, 1939. 176 p.
- La migration des Kotoko-Saô au Tchad, Dakar, Bulletin de l'Institut Français d'Afrique Noire, 1946
- La mystique de la Fécondité et la Symbolique de l'arbre, du Serpent, de la Pierre et de la Déesse Mère dans le monde des Noirs, Paris, Bulletin de l'Institut Français d'Afrique Noire, Tome VII, année 1945, Larose éditeur Paris
- L'Empire de Gao : histoire, coutumes et magie des Sonraï, (en collaboration avec Boubou Hama), préface du professeur Théodore Monod. Paris, Librairie d'Amérique et d'Orient Adrien-Maisonneuve éditeur, 1954. 182 p.